# زیردریایی وی-۸۰
زیردریایی وی-۸۰ (به انگلیسی: German submarine V-80) یک زیردریایی بود که طول آن ۲۲٫۰۵ متر (۷۲ فوت ۴ اینچ) بود. این زیردریایی  در سال ۱۹۴۰ ساخته شد.